# 鳥居忠貴
鳥居 忠貴（とりい ただたか）は、江戸時代中期の下野国壬生藩の世嗣。官位は従五位下・伊賀守。

## 略歴
壬生藩世子・鳥居忠求（3代藩主・鳥居忠意の長男）の長男として誕生。
壬生藩の嫡孫として生まれ、天明7年（1787年）に徳川家斉に初御目見・叙任する。寛政元年（1789年）に父が死去した後は祖父の嫡子となったが、寛政3年（1791年）に廃嫡された。代わって、叔父・忠見が嫡子となった。
墓所は東京都文京区の吉祥寺。